# Monte Sicker
Il Monte Sicker è una piccola montagna sull'Isola di Vancouver, Columbia Britannica, Canada. Si trova vicino Crofton,  Chemainus e Duncan.

## Storia delle miniere
Nell'autunno del 1895, tre cercatori americani — F.L. Sullivan, T. McKay e Henry Buzzard— scoprirono tracce di rame, oro e argento sul Monte Sicker. La primavera successiva iniziarono le ricerche scavando un pozzo fino ad agosto, quando un incendio boschivo devastò la parete occidentale del Monte Sicker. I cercatori fuggirono dal luogo, e la loro postazione e gli attrezzi furono distrutti nell'incendio.
Il fuoco, tuttavia, ebbe anche delle ripercussioni positive. Quando il loro nuovo partner, Harry Smith, ritornò sul posto nella primavera del 1897, l'area bruciata rivelò un affioramento di rame lungo 30 piedi (9 metri) all'altezza di 430 metri (1400 piedi). Il nuovo sito fu chiamato Lenora, in onore alla figlia di Smith.
Quando la notizia della scoperta divenne di dominio pubblico, si scatenò una corsa al fuoco e in poche settimane, su tutta la montagna, dalla base del vertice, furono appiccati incendi.
Nel 1900, fu fondata la città di Lenora e ne furono venduti molti lotti -- $75 per i lotti ad angolo e $50 quelli interni, con 1/3 da pagare in contanti e il resto da pagare in tre/sei mesi.
Per tutto il primo decennio del 1900, Monte Sicker fu sede di un certo numero di miniere—tra cui la miniera di Lenora più vicina alla base della montagna, la miniera di Tyee più in alto e la miniera Richard III ancora più in alto sulla montagna—da cui il rame estratto veniva inviato alla fonderia di Crofton prima di essere spedito in tutto il mondo. Le due miniere principali erano quella di Lenora e quella di Tyee. Una miniera utilizzava una funivia aerea per spedire il minerale sulla montagna a Stratford's Crossing sulla ferrovia meridionale dell'Isola di Vancouver.  L'altra miniera era servita dalla Leonora and Mt. Sicker Railway che la collegava a  Crofton. Quando la fonderia venne chiusa nel 1908, la montagna perse la sua importanza dal punto di vista economico.
La miniera di Lenora operò tra il 1898 e il 1903 (quando venne coinvolta in un contenzioso) e nel 1907. Quella di Tyee lavorò in modo intermittente tra il 1901 e il 1909, mentre la miniera Richard III operò tra il 1903 e il 1907.  Durante questo periodo, le tre miniere produssero 1107 chilogrammi d'oro, 22955 chilogrammi d'argento e 9180 tonnellate di rame da 229000 tonnellate di minerale estratto in gran parte a mano. A partire dal 1909, i siti sono stati gestiti in modo intermittente.
Molte case della città di Mount Sicker sono state recuperate e trasferite in altre comunità nella Cowichan Valley, ma alcune sono rimaste formando una città fantasma fino a quando le intemperie, il vandalismo e infine il disboscamento hanno cancellato quasi tutte le tracce. L'attività mineraria è continuata sporadicamente; negli anni 1970 una compagnia utilizzava un processo di lisciviazione per recuperare i minerali dai mucchi di residui provenienti dalle miniere.
Da allora ci sono state perforazioni per prelevare campioni nella zona mineraria, quindi le attività estrattive potrebbero ricominciare.

## Posizione
Il Monte Sicker può essere raggiunto dalla Mount Prevost Road provenendo dalla Somenos Road o dalla Mt. Sicker Road provenendo dalla Westholme Road. Le strade del Monte Sicker sono sterrate, non manutenute e non segnalate, quindi ocorre che i visitatori usino il buon senso e la cautela. Sulla montagna ci sono buoni punti di osservazione delle Isole Gulf e della valle di Chemainus River.

## Stazione radar meteorologica
Il versante Sud del Monte Sicker ospita un'installazione Radar Doppler meteorologica. Questa stazione contribuisce all'Environment Canada Mt. Sicker Radar Visibility Map. L'accesso alla stazione è controllato mediante videosorveglianza e recintato. Oltre alla cupola radar principale, ci sono più trasmettitori che trasmettono i dati attraverso lo Stretto di Georgia a Victoria.